# Giro de Lombardía 1970
El Giro de Lombardía 1970, la 64.ª edición de esta clásica ciclista, se disputó el 10 de octubre de 1970, con un recorrido de 266 km entre Milán y Como. El vencedor final fue el italiano Franco Bitossi, que se impuso a su compañero de fuga, el también italiano Felice Gimondi. Gianni Motta acabó tercero. 

## Clasificación final
| Posición | Ciclista            | Equipo       | Tiempo  |
| -------- | ------------------- | ------------ | ------- |
| 1        | Franco Bitossi      | Filotex      | 6h57'22 |
| 2        | Felice Gimondi      | Salvarani    | s.t.    |
| 3        | Gianni Motta        | Salvarani    | a 2'17" |
| 4        | Eddy Merckx         | Faemino      | s.t.    |
| 5        | Herman Van Springel | Mann-Grundig | s.t.    |
| 6        | Ole Ritter          | Germanvox    | s.t.    |
| 7        | Luis Ocaña          | Bic          | s.t.    |
| 8        | Enrico Maggioni     | Ferretti     | s.t.    |
| 9        | Michele Dancelli    | Molteni      | a 5'17" |
| 10       | Billy Bilsland      | Peugeot      | a 6'42" |